# Dubai City Tower
Dubai City Tower est un gratte-ciel en projet à Dubaï, Émirats arabes unis, de nom local Burj Dubai City.